# Enrico Albertosi
Enrico Albertosi (Pontremoli, 2 november 1939) is een Italiaans gewezen voetbaldoelman. Hij kwam tussen 1958 en 1980 uit voor Fiorentina, Cagliari en AC Milan en wordt gezien als een van de beste Italiaanse doelmannen van zijn tijd.
Albertosi kwam voor het eerst op de voorgrond toen hij in 1958 zijn Serie A-debuut maakte voor Fiorentina. In een periode van tien jaar in Florence won hij tweemaal de Italiaanse beker en eenmaal de Europacup II. Tijdens zijn tijd bij Fiorentina brak hij door in het Italiaanse nationale team en was hij eerste keus voor het WK 1966 in Engeland, tijdens de winst van het EK twee jaar later was hij niet eerste keuze.
In 1968 verhuisde Albertosi naar de Sardijnse club Cagliari, waar hij deel uitmaakte van het team dat het Italiaanse voetbal verraste door in 1970 de Serie A te winnen, de eerste landstitel uit de clubgeschiedenis. Het leverde hem weer een plek op in het nationale elftal en hij ging die zomer mee naar het WK in Mexico en speelde een grote rol in het bereiken van de finale, waarin ze verloren van Brazilië.
In 1974 verhuisde Albertosi naar AC Milan, waar hij in 1979 nog een Italiaanse beker en een tweede Serie A-titel zou winnen. In 1980 raakte hij echter betrokken bij een van de grootste schandalen in het Europese voetbal toen hij ervan beschuldigd werd, samen met verschillende andere spelers en officials, betrokken te zijn bij matchfixing (Totonero). Het leverde de Italiaanse doelman een tweejarige schorsing op en het betekende het einde van zijn profloopbaan. In 1982 ging hij nog aan de slag bij vierdeklasser Elpidiense, om twee jaar later zijn voetbalschoenen aan de wilgen te hangen.

## Erelijst

### Club
Fiorentina
- Coppa Italia: 1960/61, 1965/66
- Europacup II : 1960/61
- Mitropa Cup: 1966

 Cagliari
- Serie A: 1969/70

 Milan
- Serie A: 1978/79
- Coppa Italia: 1976/77

### International
Italië
- Europees kampioen: 1968